# マリー・フォン・トゥルン・ウント・タクシス
マリー・フォン・トゥルン・ウント・タクシス（Marie von Thurn und Taxis, 1855年12月28日 - 1934年2月16日）は、ドイツの貴族女性。作家ライナー・マリア・リルケの庇護者として知られる。

## 生涯
シュタンデスヘルのホーエンローエ＝ヴァルデンブルク＝シリングスフュルスト侯カール・アルブレヒト3世の三男エゴン・カール侯子（1819年 - 1865年）と、その妻の伯爵令嬢テレーゼ・フォン・トゥルン＝ホーファー・ウント・ヴァルサッシーナ（1815年 - 1893年）の間の第4子、次女として生まれた。
結婚前の全名はマリー・エリーザベト・カロリーネ・アンナ・レオポルディーネ・ポリクセネ・カタリーネ・テレーゼ・ライムンデ・ツー・ホーエンローエ＝ヴァルデンブルク＝シリングスフュルスト（Marie Elisabeth Karoline Anna Leopoldine Polyxene Katharine Therese Raimunde zu Hohenlohe-Waldenburg-Schillingsfürst）である。高度に文化的な教育を授けられ、6か国語を自由に操った。
1875年4月19日にヴェネツィアにおいて、トゥルン・ウント・タクシス侯子アレクサンダー（1851年 - 1939年）と結婚し、間に3人の息子をもうけた。夫はトゥルン・ウント・タクシス侯家のボヘミア分家の出で、ラウチン（ロウチェニ）とドブロヴィッツの領主だった。
マリーは美術品の収集に熱心だったため、次第に文人・芸術家の間で有名人となり、パリで閉鎖的なサロンを営んだ。特にカイザー・フリードリヒ博物館初代館長ヴィルヘルム・フォン・ボーデ、女優エレオノーラ・ドゥーゼ、舞踊家ヴァーツラフ・ニジンスキー、小説家アンナ・ド・ノアイユ伯爵夫人、哲学者ルドルフ・カスナーといった人々と親しかった。

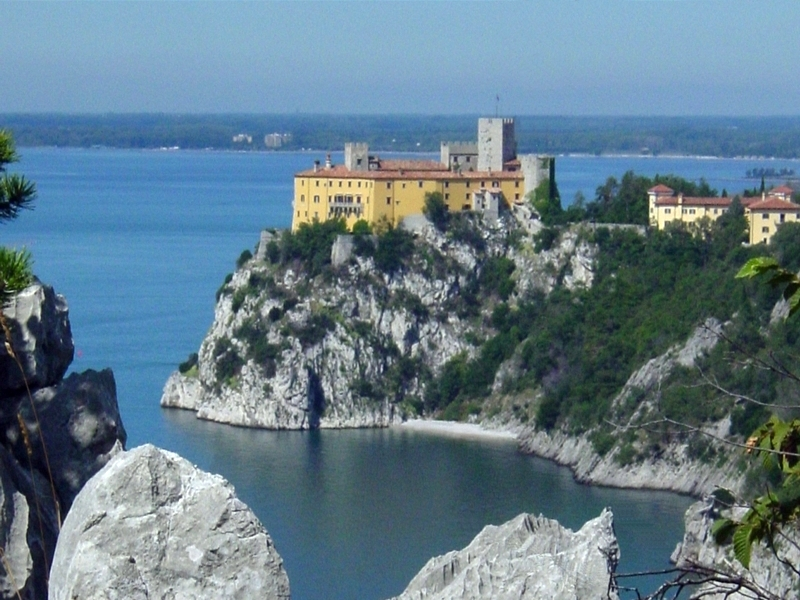
ドゥイーノ城

1909年、ノアイユ伯爵夫人やカスナーの紹介で小説家ライナー・マリア・リルケと知り合い、1910年にはリルケをボヘミアの居城ラウチン城に招いて滞在させた。マリーは創作活動に悩むリルケをヴァイマルに伴い、見聞旅行をさせるなどして励ました。リルケはその後、マリーが母から相続したアドリア海沿岸の城ドゥイーノ城（トリエステ北郊ドゥイーノ＝アウリジーナ）に滞在し、この城で新たな創作の霊感を得た。そして完成した長編連作詩『ドゥイノの悲歌』は、マリーに献呈された。リルケの死後、マリーはこの小説家との交友の思い出を回想録として公表した。
マリーの三男アレクサンダーは1923年イタリアに帰化し、イタリア王室からカステル・ドゥイーノ公爵位を授けられた。

## 著作
- Vom Kaiser Huang-Li : Märchen für erwachsene Kinder. Berlin 1922.
- Erinnerungen an Rainer Maria Rilke. München 1932.
  - 『リルケの思ひ出』富士川英郎 訳、養徳社 1950、新潮文庫 1953

## 引用・脚注
1. 1 2  Heimo Schwilk: Rilke und die Frauen. München/Berlin 2015. ISBN 9783492970259
2. ↑  トゥルン・ウント・タクシス侯カール・アンゼルムの異母弟マックス・ヨーゼフ侯子（1769年 - 1831年）が、1808年に母方の親類からボヘミア北部のラウチン及びドブロヴィツェの城と所領を相続したことに始まる分枝。マリーの夫はその嫡曽孫。
3. ↑  Antonius Lux (Hrsg.): Große Frauen der Weltgeschichte. Tausend Biographien in Wort und Bild. Sebastian Lux Verlag, München 1963, S. 467.